# Aleksandăr Vasilev (calciatore 1995)
Aleksandăr Veselinov Vasilev (in bulgaro Александър Веселинов Василев?; Stražica, 27 aprile 1995) è un ex calciatore bulgaro, di ruolo centrocampista.

## Palmarès

### Club

#### Competizioni nazionali
- Campionato bulgaro: 4

Ludogorec: 2014-2015, 2015-2016, 2016-2017, 2017-2018
- Supercoppa di Bulgaria: 1

Ludogorec: 2014